# Dulacia egieri
Dulacia egieri är en tvåhjärtbladig växtart som först beskrevs av Eugenio dos Santos Rangel, och fick sitt nu gällande namn av Herman Otto Sleumer. Dulacia egieri ingår i släktet Dulacia och familjen Olacaceae. Inga underarter finns listade i Catalogue of Life.